# خوسيه ماريا دي بيريدا
خوسيه ماريا دي بيريدا وسانشيث بورروا (بالإسبانية: José María de Pereda) روائي وسياسي إسباني ينتمي لتيار الواقعية الإسباني، وُلد في بولانكو، كانتابريا في 6 فبراير 1833. ينتمي بيريدا إلى عائلة من أصل نبيل، وسافر للخارج وكان نائبًا في الحزب السياسي الكارلي الإسباني، إلا أنه تخصص بعدها في المساهمة في الآداب. اشتهر بصداقته مع جالدوس، بالرغم من معارضته الأيدلوجية السياسية له. وجد بيريدا غايته المثالية في الكتابات الروائية حيث الرؤية المغرمة بالمناظر الطبيعية وسكان الجبال مع شغفه بهم وبلغتهم المميزة. من أبرز أعماله تأتي بينياس بالأعلى وهذا الشبل من ذاك الأسد وسوتيليثا ودون جونثالو دي لا جونثاليرا وبوتشيرا. وقادته أعماله، التي أعطت له قدرًا كبيرًا، إلى العمل في الأكاديمية الملكية الإسبانية عام 1872. وتوفي في سانتاندير في 1 مارس عام 1906.

## وصلات خارجية
- خوسيه ماريا دي بيريدا على موقع الموسوعة البريطانية (الإنجليزية)
- خوسيه ماريا دي بيريدا على موقع إن إن دي بي (الإنجليزية)